# نژا ۲
نژا ۲ (چینی: 哪吒之魔童闹海; پین‌یین: Nézhā zhī Mótóng nào hǎi; همچنین شناخته شده با عنوان 哪吒2; Nézhā èr) یک فیلم پویانمایی فانتزی ماجراجویی چینی محصول سال ۲۰۲۵ به نویسندگی و کارگردانی جیائوزی است. این انیمیشن، دنباله انیمیشن نژا محصول سال ۲۰۱۹ است. این فیلم، داستان شخصیت اسطوره‌ای چینی، «نژا» و دوستش «آئو بینگ» را دنبال می‌کند. پس از یک فداکاری، فقط بدن نژا دوباره ساخته می‌شود، هرچند که روح آئو بینگ را در وجود خود دارد. نژا در نبرد با استاد شرور «شن»، از این روح کمک می‌گیرد.
این فیلم در ۲۹ ژانویه ۲۰۲۵ مصادف با اولین روز سال نو چینی در سینماهای سراسر چین اکران شد. همانند فیلم قبلی، تحسین گسترده منتقدان را دریافت کرد. نژا ۲ با بودجه تولیدی ۸۰ میلیون دلاری، حدود ۲٫۲۰۴ میلیارد دلار فروخت و چندین رکورد در گیشه را شکست. این انیمیشن توانست از نظر فروش درون و بیرون ۲ را پشت سر گذاشته و به پردرآمدترین فیلم انیمیشن تاریخ تبدیل شود. این برای اولین‌بار است که یک انیمیشن غیرآمریکایی و غیر انگلیسی زبان به این مهم دست پیدا می‌کند. به‌علاوه، اولین فیلم انیمیشن شد که از مرز ۲ میلیارد دلار فروش عبور کرد. این فیلم همچنین عنوان پرفروش‌ترین فیلم چین و پرفروش‌ترین فیلم غیرانگلیسی‌زبان را به خود اختصاص داد و به اولین فیلم غیرانگلیسی تبدیل شد که یک میلیارد دلار در باکس آفیس به دست آورد. این فیلم پردرآمدترین فیلم سال ۲۰۲۵ و پنجمین فیلم پرفروش تمام دوران است.

## انتشار

### رسانه خانگی
پخش آنلاین نژا ۲ از ۲ اوت ۲۰۲۵ در پلتفرم‌های استریم آنلاین چینی آغاز شد.

## بازخورد

### چین
نژا ۲ با واکنش‌های بسیار مثبتی از سوی مخاطبان چینی مواجه شده است. وب‌سایت دوبان موویز به این فیلم امتیاز ۸٫۵ از ۱۰ را داد. رد استار نیوز جلوه‌های ویژه، فیلمنامه و ایده اصلی فیلم را ستوده و نوشته است فیلم با تکیه بر فیلمنامه‌ای محکم و بیان دقیق ارزش‌ها، ثابت می‌کند که «احترام به مخاطب» رمز واقعی فروش در گیشه است. شنگوان نیوز نیز فیلم را بابت حفظ سبک و ریتم قسمت قبلی و ارتقای صحنه‌های نبرد و جلوه‌های ویژه تحسین کرده اما از نبود تعلیق در داستان انتقاد کرده است.

### غرب
در وب‌سایت بازبینی جمعی، راتن تومیتوز، ۸۶٪ از ۵۶ نقد ثبت‌شده برای «نژا ۲» مثبت بوده است. همچنین در متاکریتیک این فیلم از میان ۲۰ نقد امتیاز میانگین ۶۴ از ۱۰۰ را کسب کرد که نشان‌دهنده «بازخورد عمدتاً مطلوب» است. در اجماع منتقدان وب‌سایت آمده است: «یک دنباله کاملاً جامع که تماشای آن در کنار قسمت اول پیشنهاد می‌شود؛ نژا ۲، موفقیتی چشمگیر در زمینه فنی و داستان‌پردازی است که فراتر از انتظار ظاهر شده و افسانه چینی نژا را بیش از پیش جاودانه می‌سازد.»